# Paul Osland
Paul Osland, född 1 januari 1964, är en friidrottare från Kanada. Han deltog vid olympiska sommarspelen 1988.